# Valentín Beperet
Valentín Antonio Beperet Madariaga (* 18. Dezember 1926 in Santiago; † 21. Februar 1989) war ein chilenischer Fußballspieler. Der linke Abwehrspieler bestritt ein Länderspiel für die chilenische Nationalmannschaft und wurde auf Vereinsebene 1951 chilenischer Meister. 

## Karriere

### Verein
Valentín Beperet, auch Gaita genannt, schaffte 1945 den Sprung aus der Jugend von CD Magallanes in die Profimannschaft. Für die Himmelblauen spielte der linke Verteidiger zwei Jahre und wechselte dann zu Unión Española. Mit dem Klub spanischer Einwanderer wurde er 1951 Meister. 1954 spielte Beperet beim Freundschaftsspiel für CD Universidad Católica gegen Alianza Lima, blieb allerdings noch bis 1957 bei Unión Española, wo er seine Karriere beendete.

### Nationalmannschaft
Valentín Beperet wurde von Nationaltrainer Luis Tirado für den Campeonato Sudamericano 1953 in Peru nominiert. Dort debütierte er beim 0:0-Unentschieden gegen Peru. Es blieb seine einzige Turnierpartie. Er wurde mit der La Roja Turniervierter, allerdings nur einen Punkt hinter Turniersieger Brasilien. Auch nach dem Turnier bestritt Gaita kein weiteres Länderspiel, so dass die Partie gegen Peru sein einziges Spiel im Nationaltrikot blieb.

### Trainer
Nach seiner aktiven Karriere trainierte er 1964 und 1966 den CD Municipal de Santiago und 1965 Iberia-Puente Alto in der Segunda División.

## Erfolge
Unión Española
- Chilenischer Meister: 1951